# X: Beyond the Frontier
X: Beyond the Frontier — компьютерная игра в жанре космического симулятора с элементами торговли (англ. space trading), выпущенная немецкой компанией Egosoft 1 июля 1999 года. Положила начало вселенной X. Первая из серии X, вселенная игры заключается в т. н. вселенной X. Игру часто сравнивали с другими играми того же жанра — Elite и Privateer.
Дополнение (X: Tension) было выпущено в 2000 году. Позже было выпущено 3 полных сиквела: X²: The Threat в 2003 году, X³: Reunion в 2005-м и X³: Terran Conflict в 2008-м.

## Предыстория

Последний взгляд на Землю

2912 год. Игрок играет за Кайла Бреннана, пилота-испытателя землян, пилотирующего корабль X-perimental Shuttle, у которого есть уникальная возможность прыгать из одной звёздной системы в другую без использования гиперпространственных врат.
Во время тестового прыжка происходят какие-то неполадки и корабль Бреннана выкидывает в неизвестную часть космоса (на карте Вселенной X — сектор Сейзвелл). Вскоре он встречает инопланетную расу — Телади с крайне капиталистической, помешанной на получении прибыли цивилизацией. Эсминец Телади находит корабль Кайла беспомощным в космосе, чинит его корабль, даёт генератор щита и немного денег. Также в разговоре с капитаном корабля можно получить советы насчёт торговли, а также информацию о других расах Вселенной X. Как оказывается, Вселенная X — это сеть секторов, соединённых «Звёздными вратами». Со сломанным прыжковым двигателем Кайл не может вернуться домой и застревает во Вселенной X, оказываясь вдобавок должником другой расы.
Игрок далее может свободно жить во Вселенной X или следовать сюжету.

## Основной сюжет

Ксенон M0

В результате торговли и исследования Вселенной X Кайл встречает расу Аргон, которая целиком и полностью состоит из людей. Однако быстро становится ясно, что Аргонский обыватель не знает, что такое Земля.
Позже Бреннан встречается с религиозной сектой, известной как Гонеры, организацией, главной целью которой является сохранение и распространение информации о Земле. Он работает вместе с ними, чтобы раскрыть забытую историю Аргона — что они являются потомками тех людей, которые были отделены от дома века назад из-за войны с безжалостными машинами, известными как Терраформеры. После того как Кайл убеждает Аргонцев в том, что Земля не вымысел, Бреннан работает с ними, особенно с Баном Данна, главой Аргонской секретной службы, чтобы предотвратить создание супероружия Терраформерами, также известными как Ксеноны.
В зависимости от статуса отношений с другими расами, Бреннан, в конце концов, создаёт альянс, с которым он атакует силы Ксенонов и уничтожает их супероружие (суперкорабль класса M0, с планами по восстановлению дороги на Землю) и заканчивает основной сюжет.
В результате главный корабль Ксенонов уничтожен, как, впрочем, и последняя для Бреннана возможность вернуться домой…

## Механика
Во Вселенной X пятьдесят четыре звёздные системы, в каждой из которых есть хотя бы одна станция. Последние бывают самых различных типов, начиная от солнечных электростанций и бифштексопекарен, и заканчивая верфями. Торговля с ними приносит игроку прибыль, которую тот может потратить на закупку щитов и вооружений, а также на улучшение своего корабля.
Можно торговать внутри системы, торгуя между станциями, но намного прибыльнее вести межсекторную торговлю посредством прыжковых врат. Позже игрок может себе позволить покупать собственные станции для извлечения ещё большей прибыли.
Хотя в каждой системе есть по крайней мере одна планета, ни на одну из них нельзя сесть. Установки находятся далеко от планет и звёзд.

## Оценки
| Сводный рейтинг | Сводный рейтинг |
| Агрегатор       | Оценка          |
| --------------- | --------------- |
| GameRankings    | 66,70 %         |

X: BTF высоко оценили за открытую игровую механику и возможность путешествовать по большому миру. Экономика Вселенной X динамична, цены в ней изменяются вместе со спросом и предложением. К примеру, покупка большого количества энергетических батареек на одной из солнечных электростанций приведёт к резкому увеличению цены продукции на этой станции и меньшему росту цены на соседних.
Музыкальное сопровождение было признано критиками хорошо соответствующим атмосфере игры так же, как и разнообразные варианты диалога с различными персонажами. В то же время некоторые обозреватели отметили, что хотя озвучивание соответствует атмосфере, её местами очень трудно понять, что затрудняет прохождение сюжета.
X: BTF также сильно похвалили за свою "зрелищную фоновую графику", такую как "великолепные красочные световые эффекты и высокодетализированные вращающиеся планеты".
Однако, X: BTF подверглась критике за сложные стартовые условия и, в частности, за то, что игрок в начале игры практически не имеет оборудования и денег. Например, X-perimental теряет всё вооружение из-за происшествия, приведшего его во Вселенную X. Снова вооружиться можно лишь по приобретении значительной суммы денег. До этого момента игрок беззащитен перед врагом. Корабль довольно медленнен и перемещение между станциями без ускорителя времени занимает много времени. Последний существует, но его надо сначала найти и купить, что означает, что игра двигается "со скоростью улитки первые 10-20 минут". И всё же, согласно одному из обзоров, "после часа игры с проницательной торговлей... у Вас уже появится возможность поставить на X-perimental пару лазеров и "сингулярный уплотнитель времени"
Сражения в игре тоже не очень понравились критикам, охарактеризовавшим её как "цель для прохождения, чем интересный вызов", особенно учитывая "адски самоубийственную", "как у камикадзе" природу противников, желающих врезаться в корабль игрока.
Последним объектом критики оказалось "тесное руководство" по игре, которое заставляет игрока додуматься до многих вещей самому. Впрочем, другие обозреватели писали, что "документация очень хорошо написана", а "игра, на самом деле, использует вашу неосведомленность о происходящем вокруг, чтобы создать чувство загадки и приключения."